# NA-4351
La  NA-4351  es una carretera local perteneciente a la Red de Carreteras de Navarra que se inicia en PK 9,06 de NA-411 y termina en Igoa. Tiene una longitud de 4,26 kilómetros.